# Neelus snideri
Neelus snideri är en urinsektsart som först beskrevs av Bernard 1975.  Neelus snideri ingår i släktet Neelus och familjen dvärghoppstjärtar. Inga underarter finns listade i Catalogue of Life.